# Arnaud Sangue
Arnaud Sangue, né le 17 juillet 1986 à Pessac, est un taekwondoïste français.
Il remporte la médaille de bronze dans la catégorie des moins de 58 kg aux Championnats d'Europe de taekwondo 2005 et la médaille de bronze dans la catégorie des moins de 58 kg à l'Universiade d'été de 2007.